# Donji Rogolji
Donji Rogolji is een plaats in de gemeente Okučani in de Kroatische provincie Brod-Posavina. De plaats telt 56 inwoners (2001).